# ABC (газета)
«А-бе-се» (ABC, з ісп. — «Алфавіт») — іспанська щоденна газета, одна з трьох найпопулярніших в країні.
У 1994 році з накладом 322 тисячі примірників ABC була другою в числі найпопулярніших газет Іспанії (після El País і випереджаючи El Mundo і каталонську La Vanguardia).

## Історія
Газета ABC була заснована Торкуато Лукою де Тена-і-Альваресом Оссоріо 1 січня 1903 року. Спочатку газета виходила на щотижневій основі (у червні того ж року — раз на два тижні), в 1904 році деякий час газета не випускалася і, нарешті, з 1 червня 1905 року стала виходити кожен день. Під час Першої світової війни ABC займала пронімецькі позиції. При диктатурі генерала Мігеля Прімо де Рівери (1923—1930) газета підтримувала режим. 12 жовтня 1929 року з'явилося перше регіональне видання в Севільї — ABC de Sevilla.
Під час Громадянської війни позиції двох редакцій газети розділилися: головна редакція підтримувала республіканців, а севільці виступали за бунтівників Франко. На початку серпня 1936 року заступник головного редактора газети і голова Асоціації преси Мадрида Альфонсо Родрігес Сантамарія був розстріляний, багато журналістів були змушені тікати і ховатися від репресій.
Після 1938 року головна редакція ABC стала на позиції підтримки хунти Франка. Після смерті Франко редакційна політика ABC стала близькою до ідеології Народної партії.
Має додатки: кольоровий недільний (з 1968), економічний (з 1987), культурний (з 1991), а також регіональні видання в Севільї (з 1929), Толедо (з 1989), Каталонії (з 1995), Кастилії-Леоні, Валенсії, Арагоні, Галісії і на Канарах (з 1999), в Кордові (з 2000). Електронна версія існує з 1995 року.